# Імператорська корона Австрії
48°12′24″ пн. ш. 16°21′56″ сх. д. / 48.20666667° пн. ш. 16.36555556° сх. д.

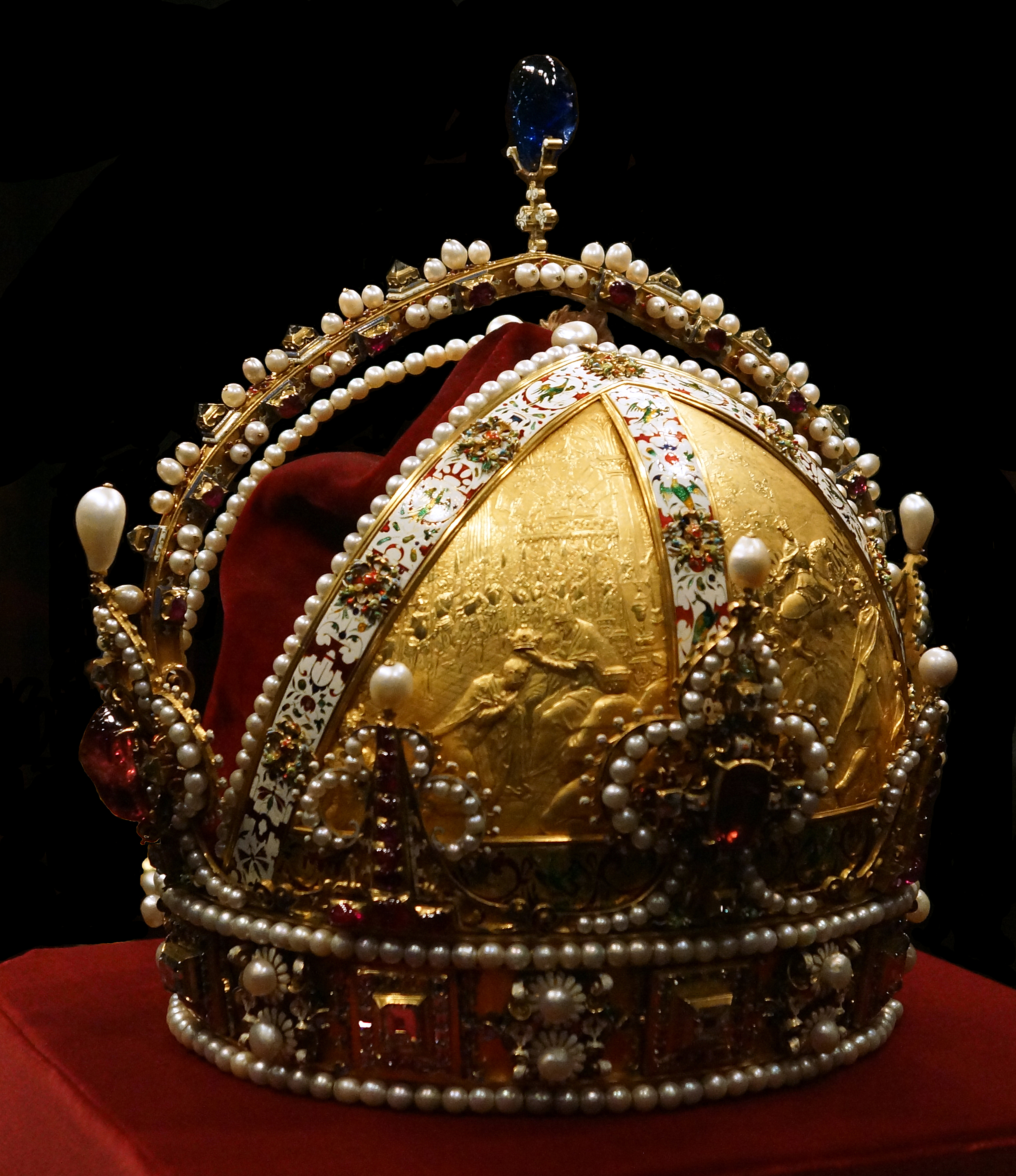
Зберігається у Скарбниці палацу Гофбурґ, Відень

Імператорська корона Австрії (нім.: Österreichische Kaiserkrone) — корона австрійських імператорів; була виготовлена 1602 року в Празі майстром Яном Вермейеном як корона Священного Римського імператора Рудольфа II.
Також відома як Корона імператора Рудольфа II (нім.: Rudolfskrone). Корона використовувалася як особиста корона Священних римських імператорів і королів Угорщини та Богемії з династії Габсбурґів. 
1804 року стала офіційною короною новоствореної Австрійської імперії. Після 1867 року вона залишався імператорською короною Цислейтанської частини Австро-Угорської імперії до 1918 року.

## Історія
Оскільки імператорські регалії монархів Священної Римської імперії, включаючи імперську Корону, зберігалися в Нюрнберзі і могли покинути місто лише для церемонії коронації, у деяких правителів були виготовлені власні (особисті) корони. Наприклад, коли вони відвідували сесію Імператорського сейму (Рейхстаг), вдягали власні корони.  
Найдавніше зображення такої приватної корони - це офорт художника Альбрехта Дюрера з імператором Максиміліаном I, де є зображення корони, що могло пізніше вплинути на появу корони Рудольфа II.
Імператорська корона Австрійської імперії Габсбурґів ніколи не використовувалася для коронації, оскільки, на відміну від Священної Римської імперії, це була спадкова монархія і такий акт легітимізації не вважався необхідним. Проведена церемонія була актом інвестування, щоб відзначити офіційне сходження монарха на престол, а не коронацію.

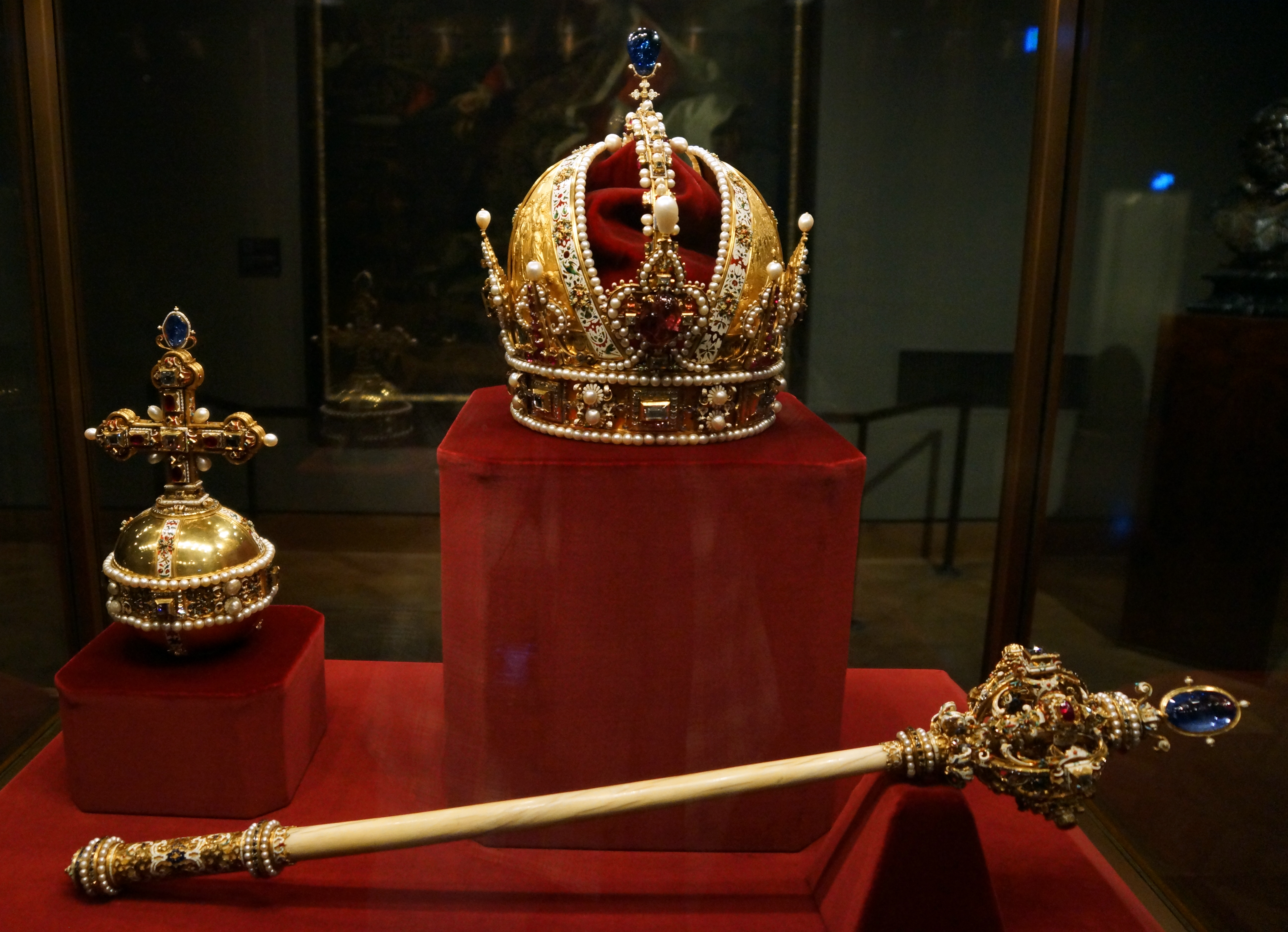
Імператорська корона, куля та скіпетр Австрії, у Імператорській скарбниці в Палаці Гофбурґа, Відень

Імператорську корону Австрії для Рудольфа II виготовив у 1602 р. в Празі відомий майстер Ян Вермейен, один із найвидатніших золотарів свого часу, якого спеціально запросили з Антверпена. Корона складається з трьох частин: коло (Kronreif), вінець (Kronbügel) і митра (Mitra).
У більш ранніх формах західної митри вершини або «роги» були над вухами, а не над обличчям та потилицею. Форма митри, що використовується в імператорській короні, зберегла цю більш ранню форму. Цю форму імператорської митри на короні можна побачити на існуючих портретах таких імператорів, як Фрідріх III та Максиміліан I.
Пізніше 17-го століття барокова форма мітральної корони змінюється. У Леопольда I вершини митри були округлені до півсферичної форми.
Хоча часто вважається, що імператорська корона, виготовлена для Оттона I своєю єдиною аркою над внутрішньою червоною шапкою, була оригінальним прототипом західної імператорської корони, можливо також, що візантійська імператорська корона, яка у дванадцятому столітті також стала закритою з двома арками надихнула західних імператорів наслідувати їхній приклад, а також закрити корони такою парою дуг.
Імперська корона, куля та скіпетр Австрії, виставлені в Імператорської скарбниці в палаці Гофбурґа у Відні.
Імперська корона була невід'ємною частиною атрибутів імперської влади разом з імператорською кулею та скіпетром. Імператорська куля була замовлена в 1612 році братом і спадкоємцем Рудольфа, імператором Священної Римської імперії Матвієм Габсбурґом, і була створена Андреасом Оксенбруком. Кулю було стилізовано під корону, особливо емальовану частину, яка виконана в одному стилі. Вона увінчана великим сапфіром. 
Особливістю скипетра є те, що його, за легендою, робили з рога єдинорога, але насправді він був зроблений з рогу нарвала. Імператорська куля та скіпетр використовувались до проголошення Австрійської імперії як королівські регалії Богемського королівства та як символи влади Габсбурґів у спадкових володіннях (Erbhuldigung) Ерцгерцогства Австрії.

## Опис
Імператорська корона складається з трьох головних елементів, що мають велике символічне значення: коло, вінець та митра.
Коло
У колі корони переважають вісім великих квадратів алмазів, утворюючи з себе сферу, що символізує королівську владу. Між камінням розташовані дві великі перлини, розташовані вертикально і встановлені всередині білих емальованих розеток, оточених інкрустацією.   
З кола виходять вісім лілій, які, напевно, були натхнені Богемською короною Святого Вацлава. Лілії також асоціюються з флор-де-ліс династії Валуа.  
Використання восьми елементів взято з Імператорської корони Священної Римської імперії, до якої входить коло, виготовлено з восьми плит. У колі - дорогоцінне каміння, таке як шпінелі, цирконій та перли. Огранка цирконію зроблена таким чином, що каміння є плоским спереду. Підготовка дорогоцінних каменів та їх огранка для кріплення були зроблені за новою, на той час коли виготовляли корону, технікою.
Митра

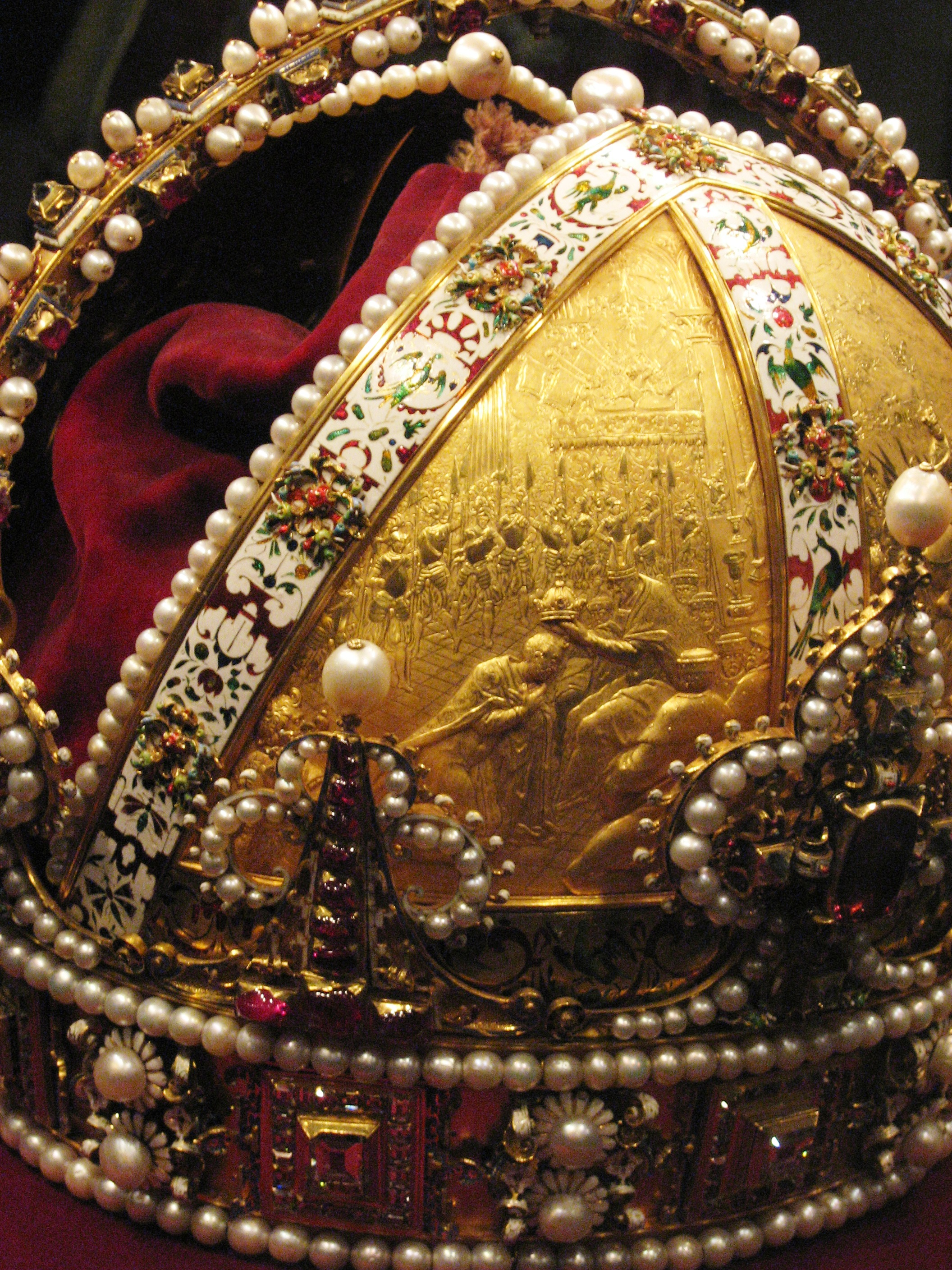
Коронація Священного римського імператора в Регенсбурзі
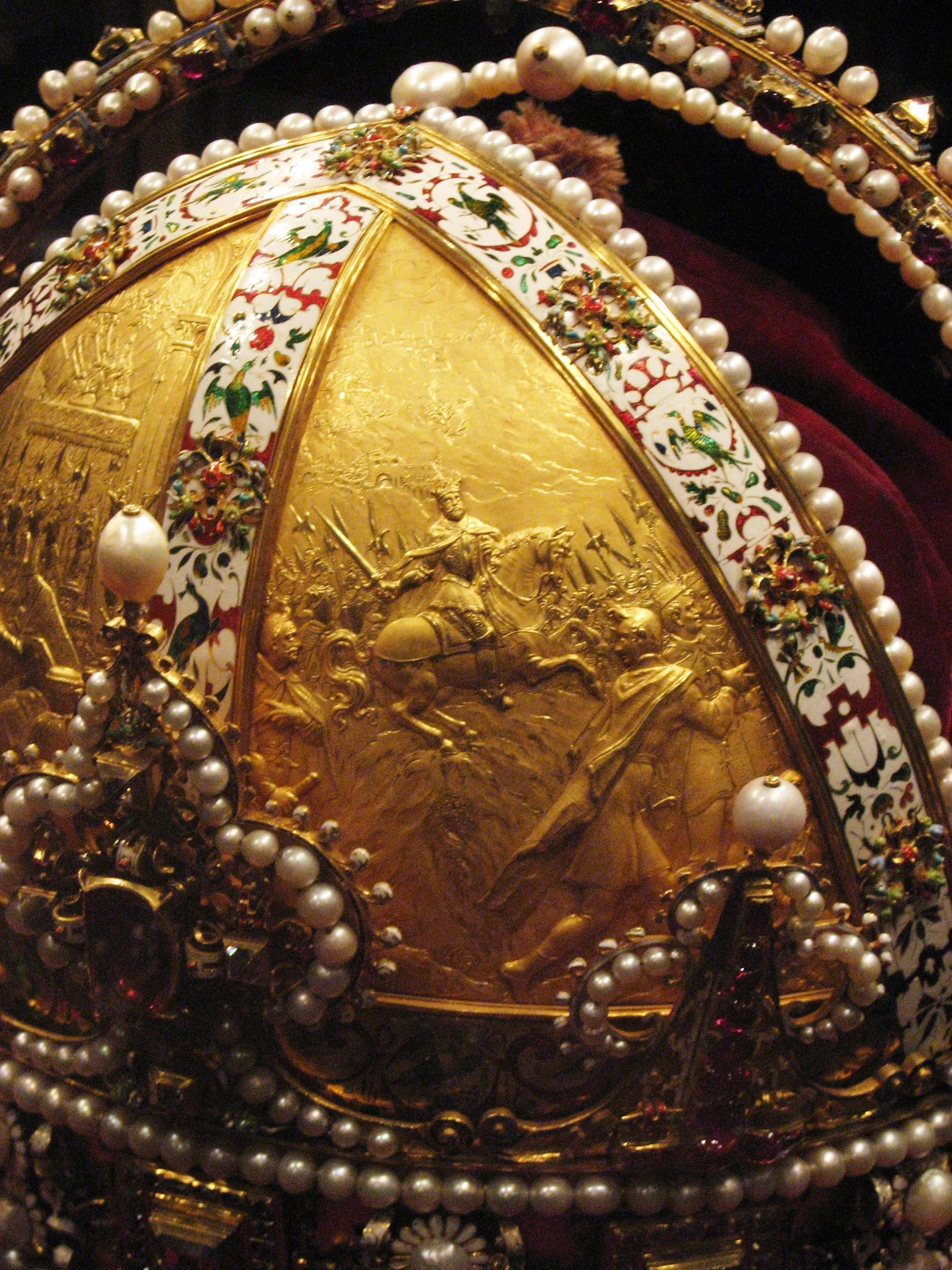
Хода на коронаційний пагорб в Прессбурзі
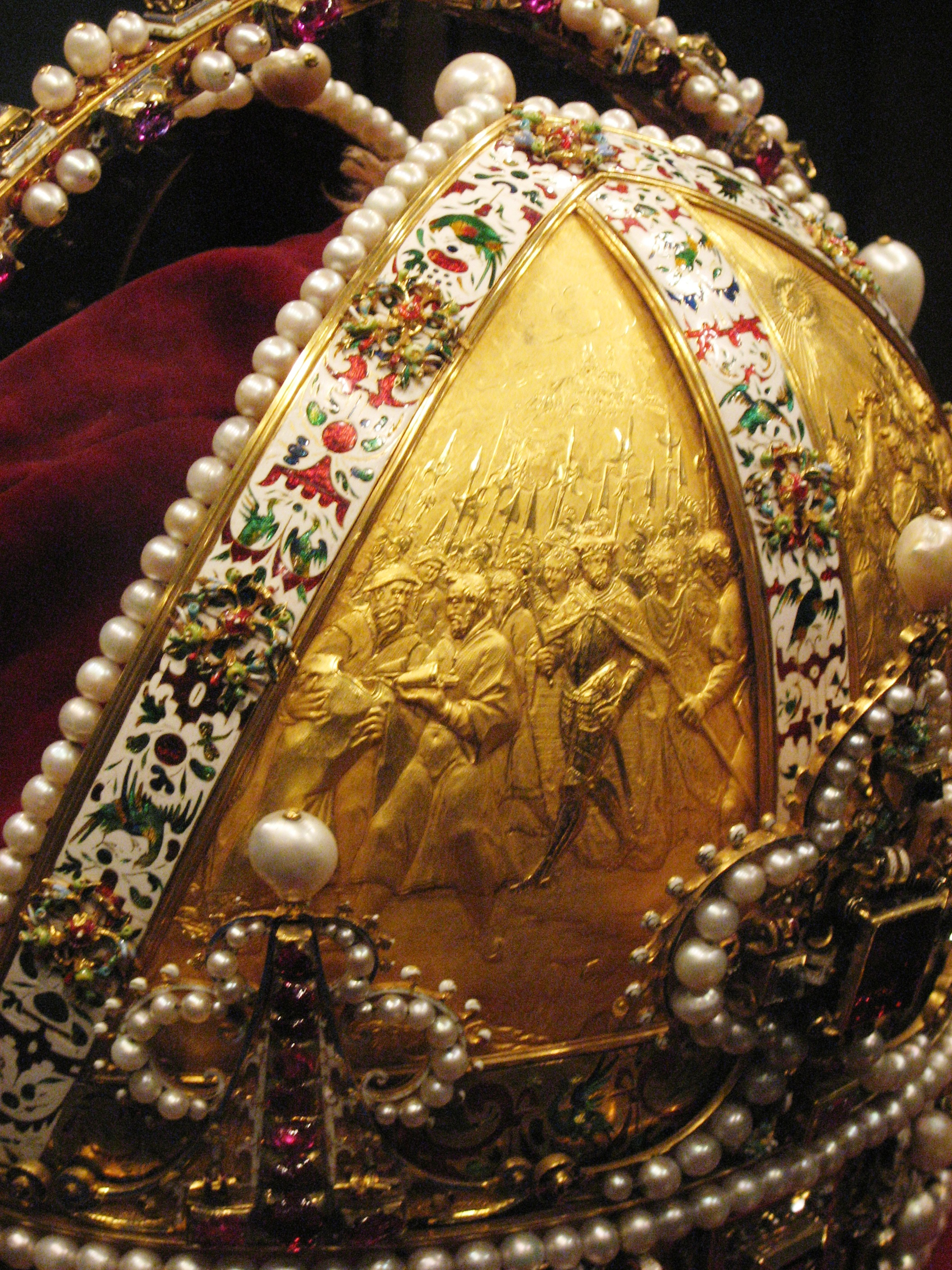
Коронаційна процесія через Прагу
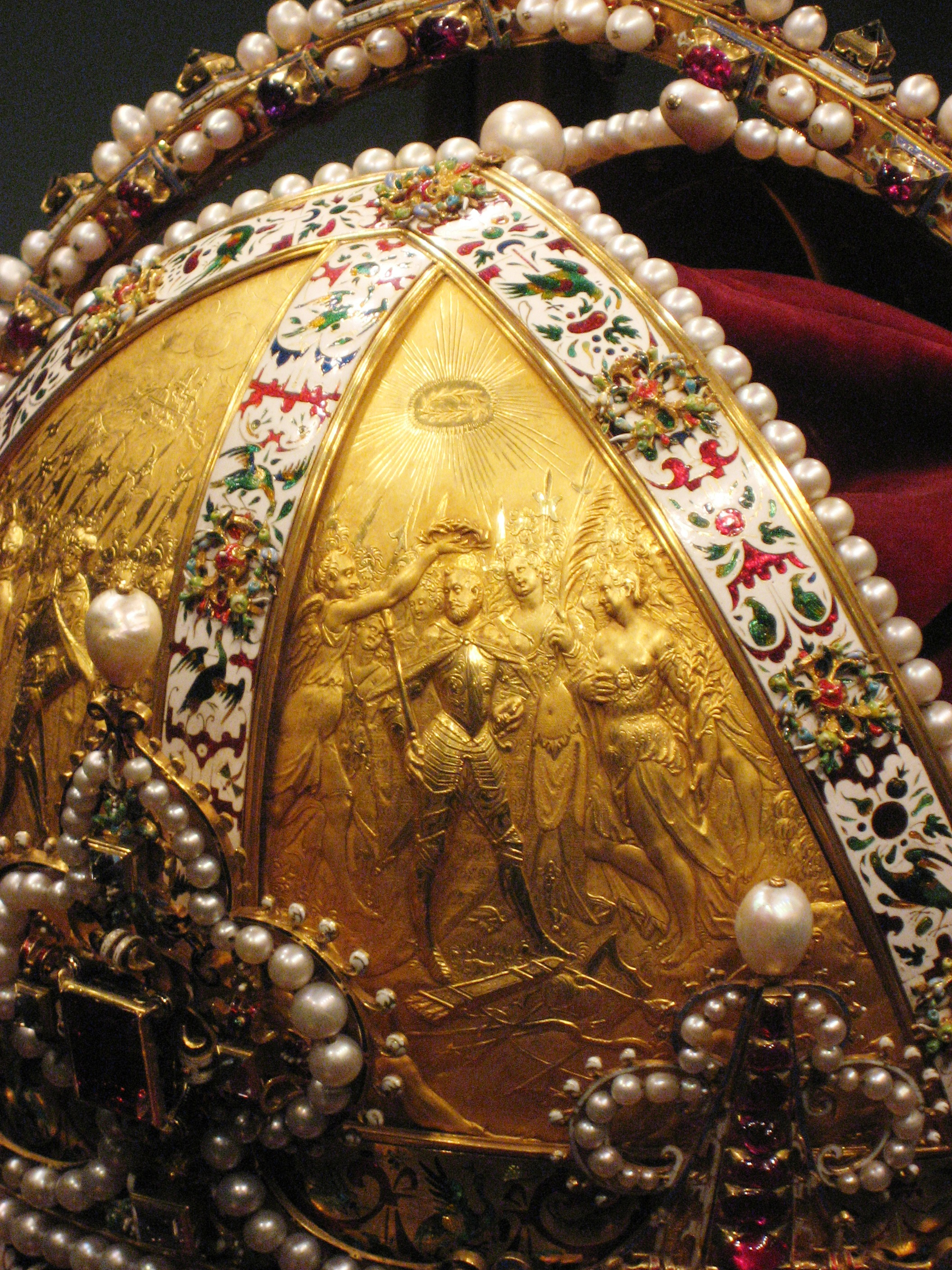
Алегорія перемоги над Османською імперією

Митра символізує божественне право на владу та духовну позицію імператора, який під час коронації символічно висвячувався як духовна особа. 
Митра заповнює лівий і правий бік корони, залишаючи в середині отвір, через який проходить висока арка. Митра виконана із золота, зі смугою емалі зі зображенням птахів та рослин. 
Митра розділена на чотири секції, що представляють віхи сходження Священного римського імператора Рудольфа II. 
- У першому розділі показано, що він стає на коліна, приймаючи імператорську корону Священної Римської імперії в Регенсбурзі як Священний римський імператор.
- У другому розділі показано, як він їхав на коронаційну гору в Прессбурзі (Братислава) під час коронації королем Угорщини.
- Третій розділ показує його коронаційну процесію через Прагу як короля Богемії (Чехії).
- У четвертому розділі зображена алегорія його перемоги над турками, що вторглись.

Латинський напис усередині митри гласить: "RVDOLPHVS II ROM(ANORVM) IMP(ERATOR) AVGVSTUS HVNG(ARIAE) ET BOH(EMIAE) REX CONSTRVXIT MDCII  (Рудольф II, Римський імператор Август, Угорщини та Богемії король, створено 1602 року).
Вінець
Вінець був створений за зразком вінця корони Імператора Священної Римської імперії. Він піднімається спереду і ззаду півколом і обшитий вісьмома діамантами, які символізують Христа. 
Імператора вважали володарем, що править на землі в ім'я Христа. У верхній частині вінця розташований синьо-зелений смарагд, який символізує небо. Смарагд великий, цільний, відшліфований.